# Castell medieval de Sigulda
El Castell medieval de Sigulda (en letó: Siguldas viduslaiku pils) és un castell medieval a Sigulda, a la regió de Vidzeme de Letònia, a la vall del riu Gauja, al costat del Parc Nacional de Gauja.
El castell original va ser construït el 1207 com un edifici tipus fortalesa, més tard reconstruït en un tipus convent. Va constituir residència del mestre de l'Orde Livonià des de 1432. A causa de la seva importància com a atractiu turístic, les antigues muralles del castell s'han enfortit moltes vegades durant el segle xx. El castell va tornar a poder-se visitar l'any 2012.

## Història

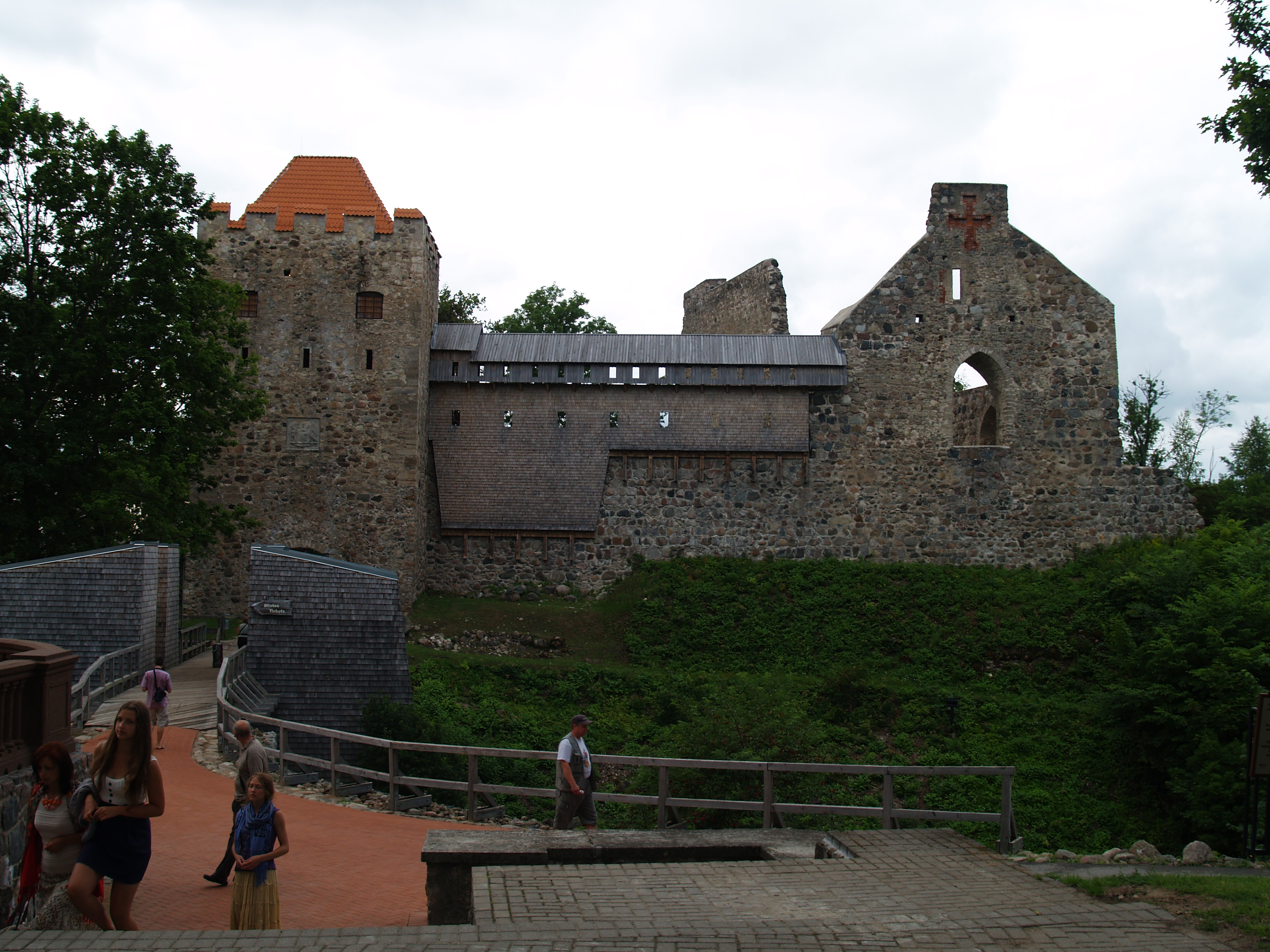
El castell restaurat (2014)

Segons la Crònica rimada de Livònia, el castell medieval de Sigulda es va erigir entre 1207 i 1209 sota la direcció del Mestre Venno dels Germans Livonians de l'Espasa. La Crònica d'Enric de Livònia diu que el castell estava utilitzat pels Germans de l'Espasa com a base mentre lluitaven contra els livonians. El castell va ser construït inicialment per supervisar i controlar les vies d'aigua del riu Gauja i per defensar-se de qualsevol intent d'invasió per part del bisbe, que tenia el seu castell de Turaida situat en la costa oest del riu. El 1224 el legat del papa, Guillem de Mòdena, es va allotjar al castell i va establir una església i parròquia.
El 1237 les terres dels Germans de l'Espasa es converteixen en propietat de l'Orde teutònic, que va seguir la conquesta de territoris addicionals a Letònia fins al 1290. Des del 1432 el castell de Sigulda va ser la residència del «Mariscal de la Terra de l'Orde Livonià» (en llatí: marsalcus terrae Livoniae), el segon oficial major de l'orde, després del Maestre de Livònia, que residia al Castell de Cēsis.
Al començament de la Guerra de Livònia, el castell va patir greus danys. El 1562 es va convertir en una part del Ducat de Livònia i des de 1566 va ser la residència del governador de Livònia Jan Hieronimowicz Chodkiewicz. A la fi del segle xvi, els polonesos van reparar el castell i els seus edificis circumdants. Durant la guerra sueco-polonesa va tornar a ser seriosament danyat. Després de la guerra, els suecs van informar que el castell estava buit i destruït. L'any 1622 va ser restaurat i es va construir un nou edifici residencial. El 1625, el Rei de Suècia va donar Sigulda com un regal al seu conseller privat el baró Gabriel Gustafsson Oxenstierna, tanmateix, després de la implantació del programa de reducció de cases pairals es va convertir en propietat de l'Estat. El castell va ser abandonat novament durant la Gran Guerra del Nord.